# Edmond Audran
Edmond Achille Audran (ur. 12 kwietnia 1840 w Lyonie, zm. 16 sierpnia 1901 w Bazincourt-sur-Epte) – francuski kompozytor.

## Życiorys
Studiował w École Niedermeyer w Paryżu u Jules’a Duprato. Od 1861 roku pełnił funkcję kapelmistrza kościoła Saint-Joseph w Marsylii, dla którego napisał mszę (1873) i oratorium La Sulamite (1876). Pisał także pieśni. Główną domeną jego twórczości była jednak operetka, których napisał ponad 30. W 1879 roku przeprowadził się do Paryża.

## Operetki
(na podstawie materiałów źródłowych)
- L’ours et le pacha (wyst. 1862)
- La Nivernaise (wyst. 1862)
- La chercheuse d’esprit (wyst. 1864)
- Le Petit Poucet (wyst. 1868)
- Le Grand Mogol (wyst. 1877)
- Wesele Oliwetty (fr. Les noces d'Olivette, wyst. 1879)
- Bettina (fr. La mascotte, wyst. 1880)
- Gillette de Narbonne (wyst. 1882)
- Les Pommes d’or (wyst. 1883)
- La Dormeuse éveillée (wyst. 1883)
- Pervenche (wyst. 1885)
- Serment d’amour (wyst. 1886)
- Indiana (wyst. 1886)
- La cigale et la fourmi (wyst. 1890)
- La Fiancée des verts-poteaux (wyst. 1887)
- Le Puits qui park (wyst. 1888)
- Miette (wyst. 1888)
- La Petite Fronde (wyst. 1888)
- La Fille à Cacolet (wyst. 1889)
- L’Oeuf rouge (wyst. 1890)
- Miss Helyett (wyst. 1890)
- Article de Paris (wyst. 1892)
- Sainte-Freya (wyst. 1892)
- Madame Suzette (wyst. 1893)
- Mon Prince! (wyst. 1893)
- L’Enlèvement de la Toledad (wyst. 1894)
- La Duchesse de Ferrare (wyst. 1895)
- La Reine des reines (wyst. 1896)
- La poupée (wyst. 1896)
- Monsieur Lohengrin (wyst. 1896)
- Les Petites (wyst. 1897)
- Les Soeurs Graudichard (wyst. 1899)
- Le Curé Vincent (wyst. 1901)